# Álvaro Jiménez
Álvaro José Jiménez Guerrero (Cordova, 19 maggio 1995) è un calciatore spagnolo, centrocampista svincolato.